# The Beat Goes On (EP de Super Junior-D&E)
The Beat Goes On es el primer álbum coreano (EP) del dúo surcoreano Super Junior-D&E, una subunidad del grupo principal Super Junior. El álbum salió a la venta el 9 de marzo de 2015, bajo el sello discográfico de SM Entertainment. 

## Historia
Donghae y Eunhyuk liberaron teasers de fotos e imágenes del video musical de Growing Pains el 2 y 3 de marzo de 2015. El 4 de marzo los miembros compartieron fragmentos de las siete canciones del álbum, incluyendo la canción principal Growing Pains. Donghae participó en la producción del álbum al lado de los productores The Underdogs, Hitchhiker, NoizeBank y otros. La presentación de The Beat Goes On se llevó a cabo en el SMTOWN Coex Artium el 5 de marzo. El álbum fue liberado de manera digital el 6 de marzo y de manera física el 9 de marzo.  
El 23 de marzo se liberó una versión especial del mismo álbum: The Beat Goes On (Special Edition). Además de las siete canciones del álbum original, se añadieron seis canciones más como Oppa, Oppa, 1+1=LOVE, Still You, Motorcycle, Love That I Need y I Wanna Dance. Estas fueron las versiones coreanas de canciones que anteriormente habían sido liberadas en Japón como sencillos. 

## Listado de canciones
| N.º | Título                        | Duración |  |
| 1.  | «The Beat Goes On»            | 3:08     |  |
| 2.  | «Growing Pains» (너는 나만큼) | 3:21     |  |
| 3.  | «Sweater & Jeans»             | 3:38     |  |
| 4.  | «Breaking Up»                 | 3:40     |  |
| 5.  | «Lights, Camera, Action!»     | 3:17     |  |
| 6.  | «Can You Feel It?» (촉이와)   | 3:29     |  |
| 7.  | «Mother»                      | 3:56     |  |

| The Beat Goes On (Special Edition) |                                         |          |  |
| N.º                                | Título                                  | Duración |  |
| 1.                                 | «The Beat Goes On»                      | 3:08     |  |
| 2.                                 | «Growing Pains» (너는 나만큼)           | 3:21     |  |
| 3.                                 | «Motorcycle»                            | 3:26     |  |
| 4.                                 | «1+1=Love»                              | 3:32     |  |
| 5.                                 | «Love That I Need» (feat. Henry de SJM) | 3:27     |  |
| 6.                                 | «I Wanna Dance» (사네)                  | 3:28     |  |
| 7.                                 | «Sweater & Jeans»                       | 3:38     |  |
| 8.                                 | «Breaking Up»                           | 3:40     |  |
| 9.                                 | «Can You Feel It?» (촉이와)             | 3:29     |  |
| 10.                                | «Lights, Camera, Action!»               | 3:17     |  |
| 11.                                | «Oppa, Oppa» (떴다 오빠)                | 3:17     |  |
| 12.                                | «Mother»                                | 3:56     |  |
| 13.                                | «Still You» (아직도 난)                 | 3:37     |  |

## Posicionamiento

### Listas del álbum
The Beat Goes On
| País           | Listas                              | Posición más alta |
| -------------- | ----------------------------------- | ----------------- |
| Corea del Sur  | Gaon: Chart Semanal de Álbumes      | 1                 |
| Corea del Sur  | Gaon: Chart semanal de álbumes      | 1                 |
| Estados Unidos | Billboard: Chart mundial de Álbumes | 4                 |

The Beat Goes On (Special Edition)
| País           | Gráfico                                 | Posición más alta |
| -------------- | --------------------------------------- | ----------------- |
| Corea del Sur  | Gaon: Chart semanal de álbumes          |                   |
| Corea del Sur  | Gaon: Chart semanal de álbumes coreanos | 2                 |
| Estados Unidos | Billboard: Chart Mundial de Álbumes     |                   |

### Chart de sencillo
| "Growing Pains" | 23 |

## Ventas de álbum
| 2015 | Marzo  | 3     | 71,434   | 9        | 27,328   | [ 5 ]    |          |          |          |          |
| 2015 | Abril  | –     | –        | 15       | 4,898    | [ 5 ]    |          |          |          |          |
| 2015 | Mayo   | –     | –        | 51       | 1,004    | [ 5 ]    |          |          |          |          |
| 2015 | Junio  | –     | –        | –        | –        | [ 5 ]    |          |          |          |          |
| 2015 | Julio  | –     | –        | 60       | 705      | [ 5 ]    |          |          |          |          |
| 2015 | Agosto | –     | –        | 59       | 801      | [ 5 ]    |          |          |          |          |
| 2015 | Sept   | –     | –        | 65       | 704      | [ 5 ]    |          |          |          |          |
| 2015 | Total  | Total | 107,159+ | 107,159+ | 107,159+ | 107,159+ | 107,159+ | 107,159+ | 107,159+ | 107,159+ |

## Premios y nombramientos

### Premios en programas musicales
| Canción         | Programa         | Fecha               |
| --------------- | ---------------- | ------------------- |
| "Growing Pains" | Music Bank (KBS) | 20 de marzo de 2015 |